# Neal Gripp
Neal Gripp (* 8. Oktober 1958 in Killam/Alberta) ist ein kanadischer Bratschist und Musikpädagoge.

## Leben
Gripp begann seine Ausbildung bei Norma Lee Bisha und studierte an der University of Western Ontario bei Gerald Stanick und beim Banff Centre for the Arts bei William Primrose. Nachdem er 1980–82 im National Arts Centre Orchestra (NACO) gespielt hatte, vervollkommnete er seine Ausbildung bei Lillian Fuchs an der Juilliard School, wo er die Juilliard Viola Competition gewann und den Joseph Machlis Prize.
Nach seinem Debüt in der New Yorker Town Hall gab er Recitals u. a. in der Alice Tully Hall und der Wigmore Hall, im Canada House in London und im Canadian Cultural Centre in Paris und trat als Solist beim Aspen Music Festival auf, wo er die Festival Viola Competition gewann.
1985 kehrte er als stellvertretender Konzertmeister zum NACO zurück. Im Folgejahr war er Gründungsmitglied des Pierrot Ensemble, dem er bis 1990 angehörte. Von 1986 bis 1990 unterrichtete er an der Universität Ottawa. Seit 1990 ist er Erster Bratschist des Orchestre symphonique de Montréal. 2000 wurde er künstlerischer Leiter der Kammermusikreihe am Getty Center in Los Angeles. Als Solist trat er u. a. mit kanadischen Orchestern unter der Leitung von Charles Dutoit, John Nelson, Günther Herbig und Bramwell Tovey auf.
Gripp vergab mehrere Aufträge für die Komposition neuer Werke für die Bratsche, darunter an Glenn Buhr für das Konzert für Viola und Orchester (aufgenommen mit dem Winnipeg Symphony Orchestra) und Variazione (aufgenommen mit dem Pianisten Boyd McDonald), an David Jaeger für Sonata, Tristan and Isolde und an Michael Bussière für Heaven is Now.